# 西野壽一
西野 壽一（にしの としかず、1955年1月9日 - ）は、日本の技術者、実業家、理学博士。日立ディスプレイズ最高技術責任者や、日立製作所代表執行役副社長、日立金属取締役会長、三菱日立パワーシステムズ取締役会長等を歴任。

## 人物・経歴
神奈川県川崎市出身。1978年東京工業大学理学部物理学科卒業。1980年東京工業大学大学院理工学研究科物理学専攻修士課程修了、日立製作所中央研究所入所。1987年「超伝導体と接した半導体中の超伝導近接効果の研究」で東京工業大学理学博士の学位を取得。
1997年日立製作所中央研究所オプトエレクトロニクス研究部長。2000年日立製作所中央研究所CVC室部長。2002年日立製作所中央研究所長。2005年日立製作所グループ戦略本部G-経営戦略部門技術戦略室長兼経営企画室副室長。2005年日立ディスプレイズ常務取締役CTO。2008年日立製作所副社長付。2009年ルネサス テクノロジ取締役。2010年日立製作所経営改革本部戦略プロジェクト室主管。
2011年日立製作所執行役常務戦略企画本部長兼戦略企画室長兼戦略企画本部コスト戦略室長。2012年日立製作所執行役常務戦略企画本部長兼戦略企画室長。2013年日立製作所執行役専務兼CSO戦略企画本部長。2015年日立製作所代表執行役執行役副社長CSO戦略企画本部長。2016年燕理会会長。2018年日立金属取締役会長指名委員会議長。同年三菱日立パワーシステムズ取締役会長に就任し、経営立て直しにあたった。2020年日立ABBパワーグリッド(現日立エナジー)取締役会長。2022年退任。

## 著書
- 『MOT大企業における技術経営』（西村吉雄と共同責任編集）丸善 2006年
- 『MOT国際技術経営』（桑原裕と共同責任編集）丸善 2008年